# Vittore Gottardi
Vittore Gottardi, né le 24 septembre 1941 à Caslano dans le canton du Tessin et mort le 18 décembre 2015, est un joueur de football international suisse, qui évolue au poste d'attaquant.

## Biographie

### Carrière en club
Il remporte une Coupe de Suisse avec le club de Lausanne-Sport, et une seconde avec le FC Lugano.

### Carrière en sélection
Avec l'équipe de Suisse, il joue 4 matchs, sans inscrire de but, entre 1966 et 1967. 
Il figure dans le groupe des sélectionnés lors de la Coupe du monde de 1966. Lors du mondial organisé en Angleterre, il joue ses deux premiers matchs en sélection, contre l'Espagne et l'Argentine.
Il dispute ensuite un match face à la Roumanie comptant pour les éliminatoires du championnat d'Europe 1968. Il joue son dernier match en équipe nationale en janvier 1967, en amical contre le Mexique.

## Palmarès
Il remporte la Coupe de Suisse en 1964 avec le FC Lausanne-Sport et en 1968 avec le FC Lugano.